# Miravânia
Miravânia este un oraș în Minas Gerais (MG), Brazilia.